# Caesalpinia myabensis
Caesalpinia myabensis är en ärtväxtart som beskrevs av Nathaniel Lord Britton. Caesalpinia myabensis ingår i släktet Caesalpinia och familjen ärtväxter. Inga underarter finns listade i Catalogue of Life.